# Gama rufoflava
Gama rufoflava är en skalbaggsart som beskrevs av Moser 1919. Gama rufoflava ingår i släktet Gama och familjen Melolonthidae. Inga underarter finns listade i Catalogue of Life.